# 工工四
工工四（くんくんしー）は、三線の記譜法である。文字譜（タブラチュア譜）の一種。

## 概要
弦の弾き方、押さえる指の位置を記したギターのTAB譜のようなものであり、絶対的な音を表したものではない。
18世紀の琉球古典音楽の演奏家であった屋嘉比朝寄が、当時の中国で使われていた工尺譜、唐伝日本十三弦箏譜、潮州の二四譜、 明清楽譜という記譜法を参考に、足りないものを補って考案した。工工四では、三線の弦を指先で押さえるそれぞれの位置（勘所）が、それぞれ「合」「乙」「老」などの漢字一文字で示され、あわせて片仮名で歌詞が付記されている。この工工四を用いて、それまで長年にわたって口承で伝えられてきた琉球古典音楽の数々が、屋嘉比朝寄により初めて楽譜の形で残されることとなった。彼の手になる『屋嘉比工工四』には、合計117曲の工工四が収録されている。

## 沖縄三線
沖縄の三線で使われる工工四は以下の通り。読みは地域や流派によって多少の揺れがあり、例えばシタロウはゲロウとも呼ばれるほか、シチをシィチとなまって表記する場合などもある。現代の音楽などでは表に示した勘所に加えて半音に当たる勘所が用いられる場合もあり、その場合は♯・♭や○などの補助記号を添えた譜字が用いられる。
|      | 開放弦     | 人差し指     | 中指         | 小指                     | 小指                     | 小指                         |
| ---- | ---------- | ------------ | ------------ | ------------------------ | ------------------------ | ---------------------------- |
| 男弦 | 合（アイ） | 乙（オツ）   | 老（ロウ）   | 下老（シタロウ、ゲロウ） | 下老（シタロウ、ゲロウ） | 下老（シタロウ、ゲロウ）     |
| 男弦 | ド         | レ           | ミ           | ファ                     | ファ                     | ファ                         |
| 中弦 | 四（シ）   | 上（ジョウ） | 中（チュウ） | 尺（シャク）             | 尺♯（シャクシャープ）    | 下尺（シタシャク、ゲシャク） |
| 中弦 | ファ       | ソ           | ラ           | シ♭                      | シ                       | ド                           |
| 女弦 | 工（コウ） | 五（ゴ）     | 六（ロク）   | 七（シチ）               | 八（ハチ）               | 九（キュウ）                 |
| 女弦 | ド         | レ           | ミ           | ファ                     | ソ                       | ラ                           |

| 才（サイ） | 凡（ボン） | 勺（シャク） |
| ---------- | ---------- | ------------ |
| ソ         | ラ         | シ           |

### 沖縄三線
- Begin『ビギンの唄本オモトタケオ : 沖縄三線で弾く』ドレミ楽譜出版社〈BEGIN監修〉、2002年。ISBN 9784810891959。
- 入里叶男、山内昌也、城武瑞 Byron、沖縄県三線教育研究会（編）、2001、『やさしい三線入門』、あさひ工房
- 門内良彦、2003、『初心者に絶対!沖縄三線初歩の初歩入門』、ドレミ楽譜出版社

## 関連文献
- 屋嘉比／朝寄『工工四』（東京藝術大学附属図書館、一般デジタル、W768.11-O）〈上中下巻・拾遺〉。doi:10.20730/100376754。「国書データベース」